# Actio de pauperie
Mit der actio de pauperie wurden Haftungsfragen des Tierhalters im altzivilen römischen Privatrecht verfolgt. Die Klage fand bereits im frührepublikanischen Zwölftafelgesetz ihren Niederschlag (Tabula VIII, 6).
Der Tierhalter haftete für den Schaden, den sein Vierbeiner (quadrupes) verursachte, und zwar, wie ausweislich der Digesten gefordert, gegen die natürliche Friedsamkeit des Tieres. Die Tierhalterhaftung war dem Grundgedanken der Noxalhaftung eines Gewaltunterworfenen nachgebildet. Der Haftungsschuldner hatte entweder den entstandenen Schaden durch Wiedergutmachung zu kompensieren (noxiam sarcire) oder aber, er musste das Tier herausgeben (noxae datio). Eine volle Zurechnung des entstandenen Schadens fand nicht statt, weil auch den Tieren beziehungsweise Naturkräften Teile der Verantwortung zugeschoben wurden (Wirken von Tierdämonen).
Schäden, die aus dem Abweidenlassen von fremden Feldern entstanden, waren ebenfalls bereits in den XII Tafeln geregelt (Tabula VIII, 7). In diesen Fällen gingen die Geschädigten aus der sogenannten actio de pastu pecoris vor.
Den Gedanken einer Tierhalterhaftung kennt auch das Bürgerliche Gesetzbuch in § 833 BGB.